# Нгуму (Камерун)

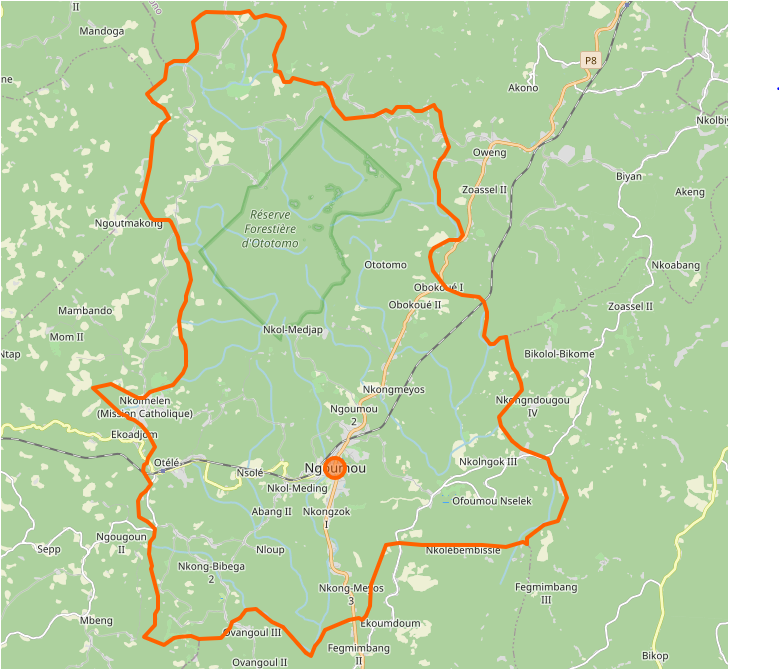

Нгуму (фр. Ngoumou) — город в Камеруне, административный центр департамента Мефу и Аконо и одноименной коммуны в Центральном регионе Камеруна.
Находится в юго-западной части Камеруна, примерно в 30 километрах к юго-западу от столицы Яунде.
Население — 13 923 человека (2005).
В городе имеется заправка, почтовое отделение, отделение банка.